# トヨタ・モーター・マニュファクチャリング・ロシア
有限会社トヨタ モーター マニュファクチャリング ロシア（Toyota Motor Manufacturing Russia、略称：TMMR）は、トヨタ自動車がロシア連邦サンクトペテルブルク市シュシャリ地区に設立した自動車生産拠点。2007年から2022年までカムリとRAV4を生産した。2023年にロシア政府に国有化され、ロシア産業貿易省傘下の自動車・エンジン中央科学研究所の管理下となった。

## 沿革

### 設立背景
1990年代後半、ロシア市場でのトヨタ車販売台数は西ヨーロッパの主要5カ国並みに成長。2001年に販売会社であるロシアトヨタ有限会社（TMR）を設立後、ロシア政府の自動車産業保護政策（完成車関税引き上げなど）に対応するため、2005年5月に現地生産会社として有限会社トヨタ モーター マニュファクチャリング ロシア（TMMR）を設立した。

### 操業開始
2005年6月14日、トヨタ自動車からは奥田碩代表取締役会長らが参加し、ウラジーミル・プーチン大統領、イリヤ・クレバノフ北西連邦管区大統領全権代表、ワレンチナ・マトヴィエンコサンクトペテルブルク市長ら臨席の下で起工式を実施。総投資額150億円、敷地面積220ヘクタール（67万坪）の工場（TMMR）を建設。2007年12月21日、年間5万台の生産能力でカムリの製造を開始。2016年8月22日、第2車種となるRAV4の生産を開始し、年間生産能力を10万台に拡張。

### 操業停止から閉鎖
2022年2月24日のロシアのウクライナ侵攻後、部品供給網が断絶。3月4日に操業を停止。9月23日、トヨタ モーター ヨーロッパ株式会社が生産終了を発表。

### 国有化
2023年3月31日、ロシア産業貿易省傘下の自動車・エンジン中央科学研究所（NAMI）に施設が譲渡され国有化。トヨタ自動車により建物、設備、土地の所有権の完全な譲渡が確認された。トヨタ自動車のロシアからの撤退決定は日本企業の脱ロシアの転換点と評された。

## サンクトペテルブルク工場（TMR-SP）概要
- 名称：ロシアトヨタ有限会社サンクトペテルブルク工場（Limited Liability Company "TOYOTA MOTOR" in Saint-Petersburg（TMR-SP））
- 所在地：サンクトペテルブルク市シュシャリ地区
- 敷地面積：220ヘクタール（67万坪）
- 生産工程：プレス・樹脂成形・溶接・塗装・組立の一貫生産
- 生産能力：年間10万台（2022年時点）
- 従業員数：2,350人（工場閉鎖時）

## 生産車種
- カムリ（2007年12月 - 2022年3月）
- RAV4（2016年8月 - 2022年3月）

## ロシアトヨタ
ロシアトヨタ有限会社（Limited Liability Company "TOYOTA MOTOR", TMR）はロシアにおけるトヨタ自動車の販売会社で、2001年にトヨタ自動車が70％、豊田通商が30％をそれぞれ出資して設立され、2005年にトヨタ自動車の100%子会社となった。